# Julio Enciso
Julio César Enciso Espínola (Caaguazú, 23 de enero de 2004) es un futbolista paraguayo que juega de mediapunta en el Brighton & Hove Albion Football Club de la Premier League. Es internacional con la selección de fútbol de Paraguay y reconocido como una de las mayores promesas del fútbol sudamericano.

## Trayectoria

### Primeros pasos
Desde una edad temprana, Julio Enciso dio sus primeros pasos en el mundo del fútbol como parte del Club Carlos Antonio López, ubicado en su ciudad natal.
Rápidamente captó la atención de los ojeadores del Club Libertad y lo reclutaron a la edad de doce años.

### Club Libertad
Comenzó su carrera futbolística en las categorías inferiores del Club Libertad. A una edad temprana, a punto de cumplir los quince años, su talento llamó la atención del entrenador del primer equipo en ese momento, el colombiano Leonel Álvarez, quien solicitó su inclusión en la plantilla principal.
El 16 de marzo de 2019, Enciso hizo su debut en el equipo principal bajo la dirección del entonces entrenador José Chamot. Fue en un partido en el que su equipo logró una victoria de 4-0 frente al Club Deportivo Santaní, correspondiente a la undécima jornada del Torneo Apertura 2019. Ingresó en el minuto 72' en sustitución de Édgar El Pájaro Benítez. Durante dicho torneo, el Club Libertad culminó en la tercera posición en el podio de la tabla de clasificación al final del torneo.
El 23 de mayo de 2021, alcanzó su primer hito importante en su carrera al obtener su primer título como profesional en el Torneo Apertura 2021 con el Club Libertad, bajo la dirección técnica del argentino Daniel Garnero. Después de un periodo de tres años de sequía, el club lograba obtener su vigésimo primer campeonato en su historia. Con dicho club, disputó un total de  72 partidos, en los que registró 25 goles y repartió 8 asistencias.

#### Récord
Enciso logró establecer un récord al convertirse en uno de los jugadores más jóvenes en anotar en la historia de la Copa Libertadores. A la edad de dieciséis años y trescientos siete días (16 años y 307 días), marcó un gol contra el equipo boliviano Club Deportivo Jorge Wilstermann. Enciso se convirtió en el jugador más joven en anotar en la Copa Libertadores en el siglo XXI, rompiendo el récord previamente establecido por Ângelo Gabriel del Santos FC.

### Brighton & Hove Albion F. C.
El 7 de junio de 2022, se concretó la transferencia de Julio Enciso al Brighton & Hove Albion FC de la Premier League de Inglaterra. Este traspaso se realizó por una cifra de 11 millones de euros, marcando un récord en el fútbol paraguayo.

#### Temporada 2022-23
El 24 de agosto de dicho año, hizo su debut en el club durante el enfrentamiento contra el Forest Green Rovers FC en el marco de la EFL Cup. Enciso inició el partido como titular y permaneció en el terreno de juego hasta el minuto 80, momento en el cual fue sustituido por Cameron Peupion. El encuentro culminó con una victoria del Brighton por 3-0.
Posteriormente, el 4 de abril de 2023, logró su primer gol en la Premier League en el enfrentamiento contra el AFC Bournemouth. En el minuto 90+1, con gran habilidad, encaró al arquero y ejecutó una sutil picada que se convirtió en el gol que selló la victoria por 2-0 en calidad de visitante.
El 15 de abril de 2023, anotó su segundo gol en la Premier League durante el partido contra el Chelsea F. C. A los 69 minutos de juego, ejecutó un potente disparo con su pierna derecha desde fuera del área, el cual se coló en la esquina superior izquierda de la portería. Este gol resultó histórico, ya que, al poner el marcador 2-1 a favor del Brighton, significó la primera victoria del equipo en el Stamford Bridge contra el Chelsea. Ingresó al partido como sustituto a los 28 minutos, reemplazando a Joël Veltman.
El 14 de mayo, durante el enfrentamiento en el Emirates Stadium, anotó un gol de cabeza a los 51 minutos para abrir el marcador en el partido contra el  Arsenal F. C. Este encuentro culminó con un marcador final de 3-0 a favor del Brighton, donde los otros goles fueron obra de Deniz Undav y el ecuatoriano Pervis Estupiñán. El gol de Enciso en ese partido lo convirtió en el segundo jugador más joven en la historia en marcarle al Arsenal en su propio estadio. Con diecinueve años y ciento once días (19 años y 111 días), solo por detrás de Rafael, jugador del Manchester United FC, quien lo logró a la edad de 18 años y 122 días. Esta información fue compartida a través de una publicación en Twitter por parte de la propia Premier League, destacando el logro de Enciso en dicha competición.
Su gol de más de 30 metros contra el Manchester City F. C. por la Premier League 2022-23 del 24 de mayo de 2023, en el que logró el empate (1-1) y que dio lugar a la primera clasificación histórica del Brighton & Hove Albion F. C. a la Europa League, fue elegido BBC Goal of the Season por la división deportiva británica BBC Sport. Además, días después, fue elegido Premier League Goal of the Season (gol de la temporada de la Premier League), superando a jugadores como Ivan Toney del Brentford FC y a su compatriota Miguel Almirón del Newcastle FC en una votación pública. También recibió una nominación al Premio Puskás al «mejor gol del año en el mundo» a finales de septiembre del mismo año. Posteriormente, el Brighton lo ubicó en el quinto puesto de su lista de los «10 mejores goles del club marcados por futbolistas sudamericanos», una selección que incluyó también goles de Alexis Mac Allister, y de los colombianos José Izquierdo y Moisés Caicedo, entre otros.
Según el periodista David McDonnell del Daily Mirror, quien cubre las noticias del Manchester City FC, a finales de mayo de 2023 se informó que el entrenador Pep Guardiola y el director deportivo Txiki Begiristain habían añadido a Enciso en la lista de posibles refuerzos del Manchester City FC para la temporada 2023-24. Por otro lado, su representante, Pedro Aldave, respondió a las preguntas mencionando que «el club ya había mostrado interés en ficharlo» desde su etapa en el Club Libertad de Paraguay.
Terminó su primera temporada habiendo disputado 20 partidos en la Premier League, con cuatro goles y dos asistencias.

#### Temporada 2023-24
El 24 de agosto de 2023, Enciso se lesionó en el menisco durante un entrenamiento y luego tuvo que someterse a una cirugía artroscópica. Esta lesión no solo lo mantuvo fuera de las canchas en su club por el resto del año, sino que también resultó en su desconvocatoria de la selección paraguaya para los primeros seis o siete encuentros por las Eliminatorias Sudamericanas 2026.
Después de un período de seis meses de rehabilitación, Enciso finalmente regresó al equipo. En el partido contra el Everton FC, correspondiente a la jornada 26 de la temporada 2023-24, ingresó como suplente en su posición habitual a los 73 minutos en reemplazo de Facundo Buonanotte, marcando así su primer juego desde su lesión en agosto de 2023.
Disputó un total de 15 partidos con el Brighton en la temporada 2023-24, sin goles y brindando 2 asistencias.

#### Temporada 2024-25
Igualó un récord en la Premier League que Luis Suárez había logrado en 2013 con Liverpool Football Club, al realizar ocho disparos a portería en el primer tiempo de un partido. Ocurrió el 27 de diciembre de 2024 durante el empate 0-0 contra Brentford en la fecha 18 de la temporada 2024-25.

## Características del jugador
Se desempeña como delantero centro y es de pierna hábil derecha. Ágil en su movilidad, con buen sentido de gol, una precisa pegada en disparos de media distancia y destreza en el regate.  Además de su posición principal como delantero centro, también puede desempeñarse en los extremos como atacante o en una posición más central, como centrocampista ofensivo o falso 9. En una entrevista concedida a Infobae, Enciso manifestó su disposición a ocupar diferentes posiciones en el equipo y su capacidad para adaptarse a las exigencias del cuerpo directivo.
En otra entrevista, Enciso mencionó que encontró inspiración en su compatriota Óscar Cardozo, con quien compartió equipo durante su etapa en el Club Libertad. También habló de su admiración por Ronaldinho, a quien lo considera su ídolo, y de su atenta observación de las jugadas de Cristiano Ronaldo.
En 2021, Enciso fue incluido en la lista de los mejores sesenta futbolistas nacidos en 2004, elaborada por el periódico británico The Guardian. En junio de 2023, fue nominado al Premio Golden Boy, que otorga cada año el periódico italiano Tuttosport, ocupando Enciso la posición número 48 de entre los 100 candidatos. En dicha nómina destacan, tanto Enciso como el argentino Alejandro Garnacho, siendo los únicos representantes sudamericanos seleccionados para este reconocimiento.
El 17 de julio de 2024, Enciso fue reconocido como el segundo mejor jugador sub-21 a nivel mundial en términos de creatividad y eficacia en la finalización de jugadas, únicamente superado por el francés Rayan Cherki. Este reconocimiento surge de un análisis llevado a cabo por el Centro Internacional de Estudios del Deporte (CIES) y difundido a través de X. Enciso obtuvo una puntuación de 78.7 sobre 100, resaltando por su capacidad para generar oportunidades de gol y ejecutar disparos a puerta, aunque el análisis no evalúa la efectividad de sus remates.

## Selección nacional

### Inicios

#### Sub-15
Jugó con la selección sub-15 de Paraguay en el Campeonato Sudamericano de 2019, donde su equipo formó parte del Grupo B. Enciso fue una de las piezas claves del combinado guaraní que logró culminar dicho campeonato en tercer lugar. Durante ese torneo, participó en seis partidos: contra Uruguay el 25 de noviembre, Ecuador el 29 de noviembre, Chile el 1 de diciembre, Argentina el 3 de diciembre, Brasil el 6 de diciembre (semifinal) y Colombia el 8 de diciembre (por el tercer puesto). En el primer encuentro, ante Uruguay, anotó un gol en la victoria 3-1 de su equipo. Con el paso del tiempo, fue elogiado por su actuación por el periódico deportivo español As, que lo calificó como «la última joya del fútbol paraguayo».
| Torneo                      | Sede     | Resultado  | Partidos | Goles |
| --------------------------- | -------- | ---------- | -------- | ----- |
| Sudamericano Sub-15 de 2019 | Paraguay | 3.er lugar | 6        | 1     |

#### Sub-16
Con la selección sub-16 de Paraguay, participó en tres partidos amistosos internacionales, obteniendo dos victorias y una derrota. El 10 de mayo de 2019, el equipo ganó 1-0 a Suecia. Luego, el 26 de febrero de 2020, sufrió una derrota 0-5 ante Francia, con goles de Mahamadou Kanouté (26'), Kévin Danois (43', 57'), Kenan Toibibou (71') y Wilson Samaké (90'). Finalmente, el 29 de febrero de 2020, Paraguay venció 4-1 a Italia, con goles de Samuele Vignato para Italia (19'), seguido por Kevin Pereira (20') para Paraguay, luego Julio Enciso (46') y otro gol de Pereira a los 54', cerrando la victoria con otro tanto de Enciso a los 68'. Enciso anotó dos goles en ese encuentro.

#### Sub-20
Antes de jugar para la selección sub-20, fue convocado por primera vez a la selección absoluta en junio de 2021. En diciembre del mismo año, fue llamado para integrar la sub-20 y disputar una serie de encuentros amistosos. En estos partidos, no marcó goles ni obtuvo victorias: el 8 de diciembre ante Colombia (1-1), el 10 de diciembre ante Chile (0-1) y el 13 de diciembre ante Uruguay (1-3).

### Absoluta
Fue convocado por primera vez a la selección absoluta de Paraguay el 14 de junio de 2021 para disputar la Copa América. Debutó en un partido en el que el seleccionado paraguayo venció por 3-1 a la selección de Bolivia. Ingresó en su posición habitual en el minuto 87, reemplazando a Gabriel Ávalos. Su debut con la selección absoluta de Paraguay se produjo a la edad de 17 años, 1 mes y 18 días, convirtiéndose en el cuarto futbolista más joven de la historia en debutar con dicha selección, superado únicamente por José Montiel (17 años, 1 mes y 18 días en 2005), Gerardo Rivas (17 años y 5 días en 1921) y Juan Manuel Iturbe (16 años y 5 meses en 2009), respectivamente.
Enciso convirtió su primer gol con la selección paraguaya el 24 de junio de 2024 en el partido contra Colombia, correspondiente a la primera jornada de la fase de grupos de la Copa América 2024, celebrada en Estados Unidos. El encuentro concluyó con un marcador de 2-1 a favor de los colombianos. Su segundo gol con la albirroja lo convirtió el 19 de noviembre de 2024 en el empate 2-2 ante Bolivia correspondiente a la duodécima jornada de las Eliminatorias Sudamericanas 2026. Enciso anotó el segundo gol de Paraguay para el empate y brindó una asistencia a Miguel Almirón en ese partido, convirtiéndose en la figura del encuentro.
En la fecha 14 de las Eliminatorias Sudamericanas 2026, anotó el segundo gol de Paraguay contra Colombia. Tras una serie de rebotes por la banda derecha, Enciso recibió el balón en el borde del área, levantó la cabeza y, con gran calidad técnica, disparó un remate que se coló en el ángulo superior de la portería defendida por Camilo Vargas. El gol fue descrito como una «joya» por su precisión y dificultad, destacando su capacidad «para generar peligro en espacios reducidos y su sangre fría para definir». Este tanto, validado tras una revisión del VAR por un posible fuera de juego, fue clave para que Paraguay remontara una desventaja de dos goles y se llevara un punto. 
En la fecha 15 de las Eliminatorias, Paraguay derrotó a Uruguay en el Estadio Defensores del Chaco, anotó el gol número 1 000 en la historia de la Albirroja, un hito histórico. Este tanto fue fundamental para la victoria paraguaya y reforzó la posición de Paraguay en la tabla, acercándolos a la clasificación para el Mundial 2026.
| Torneo                           | Resultado  | Partidos | Goles | Asist. |
| -------------------------------- | ---------- | -------- | ----- | ------ |
| Eliminatorias Sudamericanas 2026 | En disputa | 10       | 2     | 3      |

#### Participaciones en Copa América
| Torneo            | Sede           | Resultado        | Partidos | Goles | Asist. |
| ----------------- | -------------- | ---------------- | -------- | ----- | ------ |
| Copa América 2021 | Brasil         | Cuartos de final | 2        | 0     | 0      |
| Copa América 2024 | Estados Unidos | Fase de grupos   | 3        | 1     | 0      |

#### Goles en la selección
| Goles con la Selección de Paraguay | Goles con la Selección de Paraguay | Goles con la Selección de Paraguay | Goles con la Selección de Paraguay | Goles con la Selección de Paraguay | Goles con la Selección de Paraguay     | Goles con la Selección de Paraguay                                        | Goles con la Selección de Paraguay | Goles con la Selección de Paraguay |
| Resultados                         | Resultados                         | Resultados                         | Resultados                         | Lugar                              | Estadio                                | Fecha                                                                     | Tipo                               | Goles                              |
| ---------------------------------- | ---------------------------------- | ---------------------------------- | ---------------------------------- | ---------------------------------- | -------------------------------------- | ------------------------------------------------------------------------- | ---------------------------------- | ---------------------------------- |
| Paraguay                           | 1                                  | 2                                  | Colombia                           | Houston                            | Estadio NRG                            | 24 de junio de 2024                                                       | Copa América 2024                  | 1 gol                              |
| Paraguay                           | 2                                  | 2                                  | Bolivia                            | El Alto                            | Estadio Municipal de El Alto           | 19 d e noviembre de 2024 \|\| Eliminatorias Sudamericanas 2026 \|\| 1 gol |                                    |                                    |
| Paraguay                           | 2                                  | 2                                  | Colombia                           | Barranquilla                       | Estadio Metropolitano Roberto Meléndez | 25 de marzo de 2025                                                       | Eliminatorias Sudamericanas 2026   | 1 gol                              |
| Paraguay                           | 2                                  | 0                                  | Uruguay                            | Asunción                           | Estadio Defensores del Chaco           | 5 de junio de 2025                                                        | Eliminatorias Sudamericanas 2026   | 1 gol                              |

Para un total de 4 goles.

## Récords
- Jugador más joven en marcar un gol en su debut en la Copa Libertadores (16 años y 307 días).
- Jugador más joven en anotar en la Copa Libertadores en el siglo XXI (16 años y 307 días).
- Primer futbolista de nacionalidad paraguaya nominado al Premio Golden Boy.
- Primer futbolista de nacionalidad paraguaya nominado al Premio Puskás, así también el primero como finalista del premio.
- Cuarto futbolista más joven de la historia en debutar con la selección absoluta de Paraguay (17 años, 1 mes y 18 días).
- Primer futbolista de nacionalidad paraguaya elegido como el BBC Goal of the Season, así como el Premier League Goal of the Season.
- Segundo jugador más joven en la historia en marcarle al Arsenal FC en su propio estadio (19 años y 111 días).

## En la cultura popular
A principios del mes de junio de 2023, un grupo musical de polka paraguaya denominado Brian Román & Los Románticos, compuso una canción titulada «A Julio Enciso», dedicada al futbolista. Una de las estrofas de la canción expresa: Ha nacido una estrella para este firmamento, desde tierra adentro con coraje y con valor, bajo la bandera tricolor y la gloriosa albiverde, del Club Carlos Antonio López, un orgullo guaraní.
En 2023, un usuario de la plataforma TikTok, identificado como Sergio Ayala, conocido por su alias Sergio La Joya, alcanzó notoriedad debido a su similitud física con Julio Enciso. Comenzó a replicar su imagen y comportamientos en redes sociales, lo que le permitió obtener miles de seguidores y generar una serie de interacciones humorísticas. Enciso tomó conocimiento de este fenómeno y emprendió la búsqueda de Ayala para establecer un encuentro virtual, el cual resultó en una conversación distendida y amena entre ambos.

## Estadísticas

### Clubes
Actualizado al último partido disputado el 19 de enero de 2025
| Club                                    | Div.          | Temporada     | Liga  | Liga  | Liga   | Copas nacionales | Copas nacionales | Copas nacionales | Copas internacionales | Copas internacionales | Copas internacionales | Total | Total | Total  |
| Club                                    | Div.          | Temporada     | Part. | Goles | Asist. | Part.            | Goles            | Asist.           | Part.                 | Goles                 | Asist.                | Part. | Goles | Asist. |
| --------------------------------------- | ------------- | ------------- | ----- | ----- | ------ | ---------------- | ---------------- | ---------------- | --------------------- | --------------------- | --------------------- | ----- | ----- | ------ |
| Club Libertad Paraguay                  | 1.ª           | 2019          | 3     | 0     | 0      | 2                | 0                | 0                | —                     | —                     | —                     | 5     | 0     | 0      |
| Club Libertad Paraguay                  | 1.ª           | 2020          | 8     | 1     | 0      | 0                | 0                | 0                | 2                     | 1                     | 0                     | 10    | 2     | 0      |
| Club Libertad Paraguay                  | 1.ª           | 2021          | 30    | 6     | 4      | 3                | 4                | 0                | 9                     | 2                     | 1                     | 42    | 12    | 5      |
| Club Libertad Paraguay                  | 1.ª           | 2022          | 14    | 11    | 3      | 0                | 0                | 0                | 3                     | 0                     | 0                     | 17    | 11    | 3      |
| Club Libertad Paraguay                  | Total club    | Total club    | 55    | 18    | 7      | 5                | 4                | 0                | 14                    | 3                     | 1                     | 74    | 25    | 8      |
| Brighton & Hove Albion F. C. Inglaterra | 1.ª           | 2022-23       | 20    | 4     | 2      | 6                | 0                | 1                | —                     | —                     | —                     | 26    | 4     | 3      |
| Brighton & Hove Albion F. C. Inglaterra | 1.ª           | 2023-24       | 12    | 0     | 2      | 1                | 0                | 0                | 2                     | 0                     | 0                     | 15    | 0     | 2      |
| Brighton & Hove Albion F. C. Inglaterra | 1.ª           | 2024-25       | 12    | 0     | 0      | 4                | 1                | 1                | —                     | —                     | —                     | 16    | 1     | 1      |
| Brighton & Hove Albion F. C. Inglaterra | Total club    | Total club    | 44    | 4     | 4      | 11               | 1                | 2                | 2                     | 0                     | 0                     | 57    | 5     | 6      |
| Total carrera                           | Total carrera | Total carrera | 99    | 22    | 11     | 16               | 5                | 2                | 16                    | 3                     | 1                     | 131   | 30    | 14     |
| 1. 2.                                   |               |               |       |       |        |                  |                  |                  |                       |                       |                       |       |       |        |

### Goles en la Copa Libertadores
| Resultados    | Resultados | Resultados | Resultados                       | Lugar    | Estadio                   | Fecha                   | Temporada | Gol(es) |
| ------------- | ---------- | ---------- | -------------------------------- | -------- | ------------------------- | ----------------------- | --------- | ------- |
| Club Libertad | 3          | 1          | Club Deportivo Jorge Wilstermann | Asunción | Estadio Tigo La Huerta    | 26 de noviembre de 2020 | 2020      | 1 gol   |
| Club Libertad | 1          | 4          | Atlético Nacional                | Medellín | Estadio Atanasio Girardot | 15 de abril de 2021     | 2021      | 1 gol   |

## Palmarés

### Títulos nacionales
| Título           | Club     | País     | Año    |
| ---------------- | -------- | -------- | ------ |
| Primera División | Libertad | Paraguay | 2021-A |
| Primera División | Libertad | Paraguay | 2022-A |

## Distinciones individuales

### Distinciones
| Distinción                                                              | Año  |
| ----------------------------------------------------------------------- | ---- |
| MVP (vs. Chelsea FC/Premier League)                                     | 2023 |
| Premier League Man of the Match (vs. Manchester City FC)                | 2023 |
| Parte del equipo de la semana 31 de la Premier League 2023-24           | 2023 |
| BBC Goal of the Season                                                  | 2023 |
| Premier League Goal of the Season                                       | 2023 |
| Nominado Premio Golden Boy                                              | 2023 |
| Nominado Premio Puskás (2.º puesto)                                     | 2023 |
| Nominado mejor jugador juvenil del mundo, por IFFHS                     | 2023 |
| Segundo mejor creador de juego y rematador sub-21 del mundo, según CIES | 2024 |
| British Airways Player of the Match (vs. Norwich City FC/FA Cup)        | 2025 |

### Condecoraciones
| Condecoración                                  | Año  |
| ---------------------------------------------- | ---- |
| Deportista Sobresaliente de Caaguazú           | 2023 |
| Hijo Dilecto y Embajador Deportivo de Caaguazú | 2023 |

## Vida privada
Julio Enciso nació el 23 de enero de 2004 en Caaguazú, Paraguay. Es hijo de Luis Enciso, quien trabajó como vendedor ambulante, y Angelina Espínola, empleada doméstica. Creció en el barrio Empalado de su ciudad natal, enfrentando una infancia marcada por dificultades económicas. Durante su niñez, Enciso tenía una contextura física robusta, algo que su madre atribuye al consumo frecuente de tortillas, un hábito que cambió con el tiempo, especialmente durante su adolescencia.
Mantuvo una relación con Cinthia Rotela, también oriunda de Caaguazú, desde abril hasta octubre de 2023.
El 1 de agosto de 2024, medios paraguayos como el Diario Hoy confirmaron su relación con Gabriela Miranda, Miss Ybycuí y reina de belleza. Más adelante, tras la victoria de Paraguay contra Argentina el 14 de noviembre de 2024 en las Eliminatorias Sudamericanas 2026, Enciso reveló públicamente su nuevo romance con Melissa Cardona, una colombiana de 23 años cuya identidad había sido mantenida en reserva hasta entonces.